# Батоци
Батоци (рум. Batoți) је насељено место у Румунији, у оквиру општине Девесел. Налази се у округу Мехединци, у Олтенији.

## Становништво
Према попису из 2011. године у селу је живело 311 становника што је за 1 (0,32%) више у односу на 2002. када је на попису било 310 становника.
| Етнички састав према попису из 2011.‍ | Етнички састав према попису из 2011.‍ | Етнички састав према попису из 2011.‍ | Етнички састав према попису из 2011.‍ | Етнички састав према попису из 2011.‍ |
| ------------------------------------ | ------------------------------------ | ------------------------------------ | ------------------------------------ | ------------------------------------ |
|                                      |                                      |                                      |                                      |                                      |
| Румуни                               | Румуни                               |                                      | 290                                  | 93,25%                               |
| Непознато                            | Непознато                            |                                      | 21                                   | 6,75%                                |